# Gabrielle Boulianne-Tremblay
Pour les articles homonymes, voir Boulianne et Tremblay.
Gabrielle Boulianne-Tremblay (née le 27 juillet 1990 à Saint-Siméon, dans la région de Charlevoix au Québec) est une actrice et écrivaine québécoise.

## Biographie

### Écriture
Gabrielle Boulianne-Tremblay fait paraitre son premier recueil de poésie, Le Ventre des volcans, aux éditions de l'Étoile de mer en 2015. Son deuxième, Les secrets de l'origami, est édité par Del Busso Éditeur en 2018.
En 2021, elle présente son premier roman autofictif, La fille d'elle-même, dont elle a enfin « accouché » après avoir commencé à l'écrire à l'âge de quinze ans. Publié aux éditions Marchand de feuilles, il s'agit du récit initiatique d'une enfant dans la transidentité, dans un Québec à la fois cruel et bouillonnant de vie. Le 27 novembre 2021, il est annoncé que La fille d'elle-même sera adapté au petit écran, dans un projet produit par Zone 3. L'année suivante, le roman obtient le Prix des libraires du Québec,,,. Selon Manon Dumais, journaliste au Devoir, La fille d'elle-même est le « premier roman d'autofiction francophone écrit par une femme trans au Québec ».

### Cinéma
Après avoir tourné quelques années plus tôt dans plusieurs documentaires et courts métrages, Gabrielle Boulianne-Tremblay apparait pour la première fois dans un long métrage en 2016, dans le film Ceux qui font les révolutions à moitié n'ont fait que se creuser un tombeau, de Mathieu Denis. Pour son interprétation de Klas Batalo, elle est nommée aux Prix Écrans canadiens dans la catégorie meilleure actrice dans un second rôle,, ce qui en fait alors la première femme transgenre nommée en tant qu'actrice à ces Prix (ainsi qu'aux Prix Génie, leurs prédécesseurs).

## Œuvres littéraires
- Le Ventre des volcans, poésie (2015)
- Les secrets de l'origami, poésie, Montréal, Del Busso, 2018,  (ISBN 9782924719473)
- La fille d’elle-même, roman, Montréal, Marchand de feuilles, 2021,  (ISBN 9782925059103)
- La voix de la nature, roman jeunesse, Saint-Lambert, Éditions Héritage, coll. Unik, 2022,  (ISBN 9782898123573)

## Filmographie
- 2016: Ceux qui font les révolutions à moitié n'ont fait que se creuser un tombeau, réal. Mathieu Denis et Simon Lavoie. Rôle : Klas Batalo
- 2020: Saint-Narcisse, réal. Bruce LaBruce. Rôle : Thérèse

Autres apparitions
- 2017: Is It You? (vidéoclip de Flora Gionest-Roussy)
- 2017 : Hubert et Fanny[12]
- 2016: Eliott et Gabrielle (documentaire par Fabrice Tremblay)
- 2015: Broadway brûle

## Prix et honneurs
- Prix des libraires du Québec, "La fille d'elle-même", 2022, lauréate
- Prix Forest of Reading- Prix Tamarac, "La voix de la nature", 2023, finaliste
- Prix Espiègle, "La voix de la nature", 2023, finaliste
- Prix des Bibliothèques de la Ville de Montréal, "La voix de la nature", 2023, finaliste